# Acacia iraqensis
Acacia iraqensis é uma espécie de leguminosa do gênero Acacia, pertencente à família Fabaceae.